# Margudgued
Margudgued ou Margurgued (en aragonais : Malgurguet) est un village de la province de Huesca, situé à moins d'un kilomètre de la ville de Boltaña (en aval de la rivière Ara, dans sa plaine alluviale), à 603 mètres d'altitude. Le village a subi d'importantes destructions pendant la Guerre civile espagnole. L'église, dédiée à saint Pierre, a été construite aux XVIe et XVIIe siècles ; la Casa Cambra remonte au XVIe siècle.